# Sarah Schädler
Sarah Schädler (13 luglio 1982) è un'ex sciatrice alpina e sciatrice freestyle liechtensteinese.
Nelle liste FIS è indicata anche come Sarah Allgäuer.

## Biografia
La Schädler, originaria di Triesenberg, iniziò la sua carriera nello sci alpino: attiva in gare FIS dal dicembre del 1997, esordì in Coppa Europa il 31 gennaio 2001 a Pra Loup in discesa libera (64ª), ai Campionati mondiali a Sankt Moritz 2003, senza concludere lo slalom gigante, e in Coppa del Mondo il 23 ottobre 2004 a Sölden nella medesima specialità, nuovamente senza completare la prova.
Ottenne il miglior piazzamento in Coppa del Mondo il 21 dicembre 2004 a Sankt Moritz in supergigante (59ª); ai successivi Mondiali di Bormio/Santa Caterina Valfurva 2005, sua ultima presenza iridata, si classificò 30ª nel supergigante e non completò lo slalom gigante. Prese per l'ultima volta il via in Coppa del Mondo il 26 gennaio 2008 a Ofterschwang in slalom gigante, senza completare la prova, e la sua ultima gara nello sci alpino fu il supergigante dei Campionati svizzeri juniores 2008, disputato il 1º aprile ad Arosa e chiuso dalla Schädler al 30º posto.
Dalla fine della stagione 2007-2008 si dedicò al freestyle, specialità ski cross. Debuttò nella disciplina in occasione della gara di Coppa del Mondo disputata il 6 marzo a Grindelwald (13ª) e ottenne il miglior piazzamento nel massimo circuito internazionale il 5 gennaio 2009 a Sankt Johann in Tirol/Oberndorf in Tirol (6ª). Gareggiò fino all'inizio della stagione 2009-2010 e la sua ultima gara fu la prova di Coppa del Mondo disputata il 21 dicembre a San Candido, non completata dalla Schädler; in carriera non prese parte a rassegne olimpiche o a Campionati mondiali di freestyle.

## Palmarès

### Sci alpino

#### Coppa Europa
- Miglior piazzamento in classifica generale: 75ª nel 2005

#### Campionati liechtensteinesi
- 4 medaglie:
  - 2 ori (slalom gigante, slalom speciale nel 2008)
  - 2 argenti (slalom speciale nel 1999; slalom gigante nel 2006)

#### Campionati svizzeri
- 1 medaglia[1]:
  - 1 bronzo (combinata[senza fonte] nel 2004)

### Freestyle

#### Coppa del Mondo
- Miglior piazzamento in classifica generale: 74ª nel 2009
- Miglior piazzamento nella classifica di ski cross: 20ª nel 2009

#### Coppa Europa
- Miglior piazzamento nella classifica di ski cross: 36ª nel 2010